# Аггтелек
Аггтелек (угор. Aggteleki Nemzeti Park) — національний парк в Північній Угорщині, в медьє Боршод-Абауй-Земплен, а також назва невеликого села в цьому парку. Включений до Списку світової спадщини ЮНЕСКО разом зі словацьким Словацьким Карстом, який продовжує Аггтелек на території Словаччини.
Парк розташований в 60 км на північ від Мішкольця неподалік від містечка Сендрьо. Аггтелек міститься між долинами річок Бодва і Шайо на самому кордоні зі Словаччиною.
Площа парку 199 км² з яких 39 км² знаходяться під особливим захистом. Аггтелек став національним парком в 1985 р., а десятьма роками пізніше був включений до списку Всесвітньої спадщини.
Аггтелек — зразок карстового регіону. Його територія покрита численними вапняковими скелями, що перемежовуються вузькими урвистими долинами річок. Головною визначною пам'яткою парку є численні печери, що утворюють складні лабіринти і багатокілометрові ходи. Всього в регіоні налічується до 712 печер. Найбільша і відома — Барадла, найбільша сталактитова печера Європи. Її довжина становить 26 км, з яких 18 розташовані в Угорщині, а 8 у Словаччині, де вона відома під назвою «Домиця».